# Öster om Eden (TV-serie)
Öster om Eden (East of Eden) är en amerikansk miniserie i tre delar från 1981, baserad på en bok av John Steinbeck. 

## Om serien
John Steinbecks bok Öster om Eden filmatiserades även år 1955 med bland andra James Dean och Jim Backus i rollerna. Filmen fokuserar mest på bröderna Aron och Cal, medan TV-serien är avsedd att vara baserad på hela boken och även berätta om deras föräldrar och deras uppväxt.

## Rollista i urval
- Timothy Bottoms - Adam Trask
- Jane Seymour - Kate Trask
- Bruce Boxleitner - Charles Trask
- Soon-Tek Oh - Lee
- Karen Allen - Abra
- Hart Bochner - Aron Trask
- Sam Bottoms - Cal Trask
- Warren Oates - Cyrus Trask